# ザ・23
『ザ・23』は、1975年10月から1976年8月までNETテレビ（現・テレビ朝日）が放送していた深夜のワイドショーである。放送時間は毎週月曜 - 金曜 23:10 - 24:10 (JST) 。ただし、奇数月には『大相撲ダイジェスト』を挿入するために放送時間を10分延長していた。

## 概要
最終版の『ANNニュース』が23時台丁度に移動し、『ANNニュースファイナル』と変更。それによって時間変更したためにスタートした番組である。内容は、『23時ショー』『スタジオ23』と同様にお色気が主体であった。

## 司会者
- 広川太一郎
- 高島忠夫、ほか

## ネット局
- NETテレビ（製作・幹事局）
- 北海道テレビ放送
- 東日本放送
- 名古屋放送（現・名古屋テレビ放送）
- 朝日放送（現・朝日放送テレビ）
- 瀬戸内海放送
- 広島ホームテレビ
- 九州朝日放送

| NET 平日深夜のワイドショー           | NET 平日深夜のワイドショー        | NET 平日深夜のワイドショー               |
| 前番組                               | 番組名                            | 次番組                                   |
| ------------------------------------ | --------------------------------- | ---------------------------------------- |
| スタジオ23 （1974年1月 - 1975年9月） | ザ・23 （1975年10月 - 1976年8月） | プレイタイム23 （1976年9月 - 1977年3月） |